# ダイレクトSMTP
ダイレクトSMTP（だいれくとSMTP）とは、SMTPの直接の受信機能を持つ機器の規格である。IPアドレスを指定して送信するため、IPアドレスFAX機能と呼ばれることがある。
ITU-T.37InternetFAX規格の拡張として情報通信ネットワーク産業協会のHATS推進会議で互換性試験が行なわれている。

## 概要
イントラネットファクシミリ通信を合理的に行なうために定められた規格である。
動的グローバルアドレスの外部ネットワークへの発信のため、DDNS対応ルーターを組み合わせたものがある。また、パーソナルコンピュータからのダイレクトSMTPファクシミリへの直接発信できるソフトウェアがある。
2007年8月29日、情報通信ネットワーク産業協会により“W-NET　FAX　ダイレクトSMTP（ダブルネット　ファクス　ダイレクト　エス　エム　テー　ピー）“の愛称とロゴマークとが発表された。

### 特徴
- 利点
  - メールサーバ設置不要で初期費用・維持費が安い。
  - リアルタイム通信可能である。
  - ファイアウォールを超えないので、情報流出の可能性が低くなる。
- 欠点
  - VPNなどで同一ローカルネットワークとする必要がある。

## 互換性
HATS推進会議での、基本用紙サイズ（A4判）・解像度(200×200dpi)通信の互換性試験を通過したファクシミリに、ロゴマークの表示が許可される。2007年8月現在以下の企業が販売している。
- NECアクセステクニカ
- キヤノン
- コニカミノルタビジネステクノロジーズ
- シャープ
- 東芝テック
- パナソニックコミュニケーションズ
- 富士ゼロックス（現:富士フイルムビジネスイノベーション）
- ブラザー工業
- 村田機械
- リコー

（五十音順）